# Carl Edwards

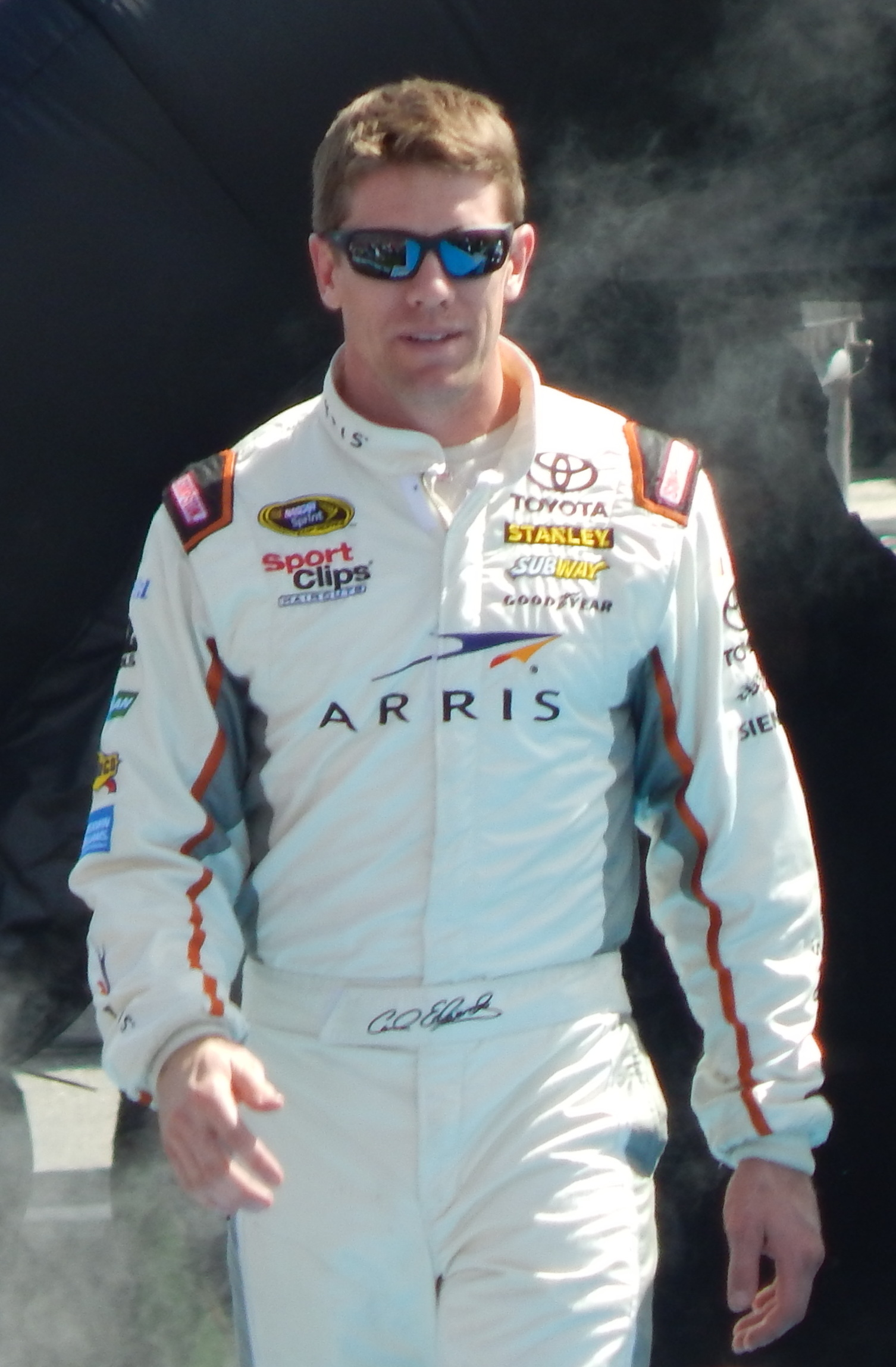
Carl Edwards fotografiado en 2015.

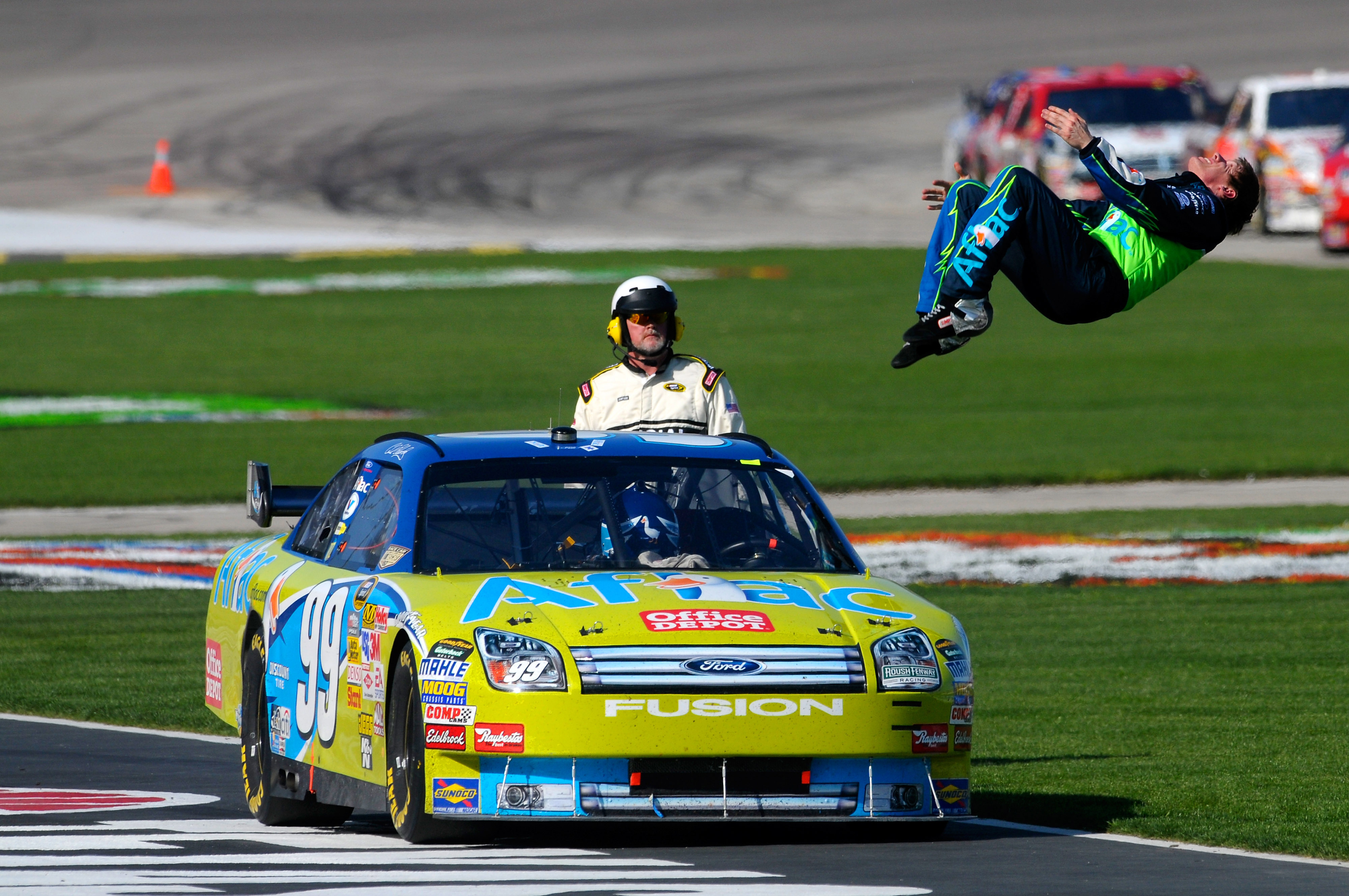
Carl Edwards festejando su victoria en Texas en abril de 2008 con una voltereta.

Carl Michael Edwards II (nacido el 15 de agosto de 1979 en Columbia, Misuri, Estados Unidos) es un ex piloto de stock cars que ha sido subcampeón de la Copa NASCAR en 2008 y 2011, tercero en 2005 y cuarto en 2010 y 2016. Ha acumulado 28 victorias y 124 top 5 en la categoría, además de ganar la Carrera de las Estrellas de la NASCAR 2011, las 600 Millas de Charlotte 2015 y en las 500 Millas Sureñas 2015 de Darlington. Ha competido la mayor parte de su carrera en Roush Fenway Racing, el principal equipo de la marca Ford en la NASCAR. Está emparentado con Ken Schrader, también piloto de stock cars.
Edwards suele festejar sus victorias dando un salto mortal hacia atrás desde el techo de su automóvil, lo que copió del piloto de automóviles sprint Tyler Walker.

## Trayectoria en la NASCAR

### Roush Fenway
Edwards debutó en la NASCAR Truck Series en 2002, al correr siete carreras y finalizar octavo en una de ellas. En 2003, Roush lo contrató para correr la temporada completa, la cual finalizó octavo y Novato del Año, con tres victorias y 13 top 5 en 25 fechas. Edwards participó una segunda temporada completa en la NASCAR Truck Series para Roush en 2004, donde resultó cuarto con otros tres triunfos.
También en 2004, Edwards debutó la Copa NASCAR al reemplazar a Jeff Burton, un veterano piloto de Roush, pocos días después de cumplir 24 años. Corrió 13 carreras; de ellas terminó una tercero, dos sexto y una séptimo. Desde 2005, Roush inscribió a Edwards como piloto titular de la Copa NASCAR con el número 99 y de la NASCAR Nationwide Series con el número 60.
En su primer año como piloto titular de Roush, Edwards ganó cuatro carreras de la Copa NASCAR y sumó 13 arribos entre los primeros cinco. De esa manera, terminó tercero en el campeonato, aunque no fue Novato del Año por haber competido el año anterior. En 2005, el piloto quedó fuera de la Caza por la Copa, y terminó el año 12º sin victorias y con 10 top 5.
Edwards venció en tres fechas de 2007 y llegó entre los primeros cinco en 11, pero tras un mal final de temporada terminó noveno en el campeonato. En 2008, obtuvo nada menos que 9 triunfos en 36 competencias y terminó entre los primeros 5 en 19. Sin embargo, las sanciones por una exclusión técnica en una carrera impidieron que derrotara a Jimmie Johnson en la pelea por el título, y resultó subcampeón.
En la Aarons 499 de Talladega 2009, Edwards sufrió un choque violentísimo contra la rejas de contención cuando lideraba la carrera a pocos metros de la llegada, venía empujado por Brad Keselowski en los últimos metros donde Edwards cerró a Keselowski y este último se mantuvo en su línea para no bajar de la doble línea amarilla del circuito. Ambos autos entraron en contacto haciendo que Edwards perdiera el control y el auto se elevara para después ser impactado por Ryan Newman haciendo que se elevara un poco más hasta impactarse hacia las rejas de contención. Ocho espectadores se lesionaron, pero el piloto quedó intacto y de hecho trotó hasta la meta. No venció en ninguna prueba, y con siete top 5 culminó 11º en la tabla final. En 2010, se recuperó de un comienzo de temporada complicado, ganó dos carreras, terminó entre los primeros cinco en nueve y finalizó la temporada en cuarta colocación.
En 2011, Edwards ganó una única carrera. 19 arribos entre los primeros cinco no le bastaron para superar las cinco victorias de Tony Stewart en las diez fechas de la Caza por la Copa, y resultó subcampeón por segunda vez. El misuriano decayó en sus actuaciones en 2012, al finalizó 15º con apenas tres top 5 y 13 top 10.
Continuando con el equipo Roush, el piloto ingresó a la Caza por la Copa 2013 y finalizó 13º con dos victorias, nueve top 5 y 16 top 10. Al año siguiente, Edwards obtuvo 2 victorias en la temporada regular con lo que accedió a la Caza por la Copa; se quedó eliminado en la tercera ronda y finalizó noveno en el campeonato.

### Joe Gibbs
En 2015, el misurense compitió con un Toyota de Joe Gibbs Racing con el número 19. En la temporada regular triunfó en las 600 Millas de Charlotte y en las 500 Millas Sureñas de Darlington, por lo que se clasificó a la Caza. En las últimas carreras mantuvo una buena regularidad, pero quedó afuera en la tercera ronda, finalizando quinto en el campeonato con un total de 7 top 5.
Al año siguiente, ganó en Bristol y Richmond en la temporada regular. Clasificado a la Caza por la Copa, logró una victoria, un segundo puesto y un sexto, antes de avanzar a la ronda final en Homestead. En gran parte de la carrera final, se mostró mejor posicionado que los otros finalistas, sin embargo un accidente, tocándose con el finalista Joey Logano, a pocas del final, lo retrasó al puesto 34 en la carrera y cuarto en el campeonato.

## Otras actividades
Desde 2005 hasta 2012, Edwards sumó 38 victorias y 130 top 5 en la NASCAR Xfinity Series. Fue campeón de la categoría en 2007, subcampeón en 2006, 2008, 2009 y 2010, y tercero en 2005. En 2011 sumó ocho victorias y 23 top 5, más que ningún otro piloto, pero el nuevo reglamento impidió que participara en la lucha por el campeonato, al igual que ocurrió con otros pilotos de la Copa NASCAR, como Kyle Busch y Brad Keselowski.
Edwards ganó el Prelude to the Dream 2007, una carrera a beneficio en el óvalo de tierra de Eldora. En 2008 y 2010, representó a Estados Unidos en la Carrera de Campeones; fue semifinalista de la copa de pilotos en la edición 2008 al derrotar a Jaime Alguersuari y Michael Schumacher y perder ante David Coulthard. En 2009 disputó la carrera de Montreal de la Grand-Am Rolex Sports Car Series en un Dallara-Ford, que no pudo largar al chocar durante las vueltas previas.
El piloto también apareció en varios programas de televisión, entre ellos eventos de World Wrestling Entertainment, el partido de softball de celebridades previo al Juego de Estrellas de las Grandes Ligas de Béisbol, y como extra en un episodio de la serie de ficción 24.